# 1930 a filmművészetben

## Események
- március 6. – Moszkvában elsőként a Hudozsesztvennij, azaz „művészmozit” szerelik fel hangosfilmvetítő berendezéssel. December 29-én játsszák az első hangos híradót.[1]
- augusztus 24. – Prágában lázadás tör ki a német filmek ellen. Megostromolják a mozikat, letépik a plakátokat, betörik az ablakokat.[2]
- szeptember 12. – a Fox amerikai filmtársaság megkezdi hangos heti filmhíradójának vetítését a politika, a gazdaság, a kultúra és a sport aktuális eseményeiről.[3]
- november 15. – a 25 éves David F. Zanuck lesz az amerikai Warner Brothers gyártásvezetője.[4]
- december 11. – A német birodalmi filmcenzúra betiltja a Nyugaton a helyzet változatlan című film vetítését.[5]
- december 31. – Az USA-ban hetente 155 millió mozijegyet adnak el.[6]
- Európában havonta 400 mozit szerelnek fel hangosfilm vetítővel.[7]
- A magyar kormány azzal támogatja a magyar hangosfilmgyártást, hogy már egy rövid film készíttetője is 20 külföldi filmet hozhat adómentesen Magyarországra.[8]

## Sikerfilmek
1. The Indians Are Coming – rendező Henry MacRae
2. Madam Satan – rendező Cecil B. DeMille
3. A kék angyal – rendező Josef von Sternberg[9]

## Oscar-díjak
2. Oscar-gála (április 3.)
3. Oscar-gála (november 5.)
- Legjobb film: Nyugaton a helyzet változatlan
- Legjobb rendező: Lewis Milestone – Nyugaton a helyzet változatlan
- Legjobb férfi főszereplő: George Arliss – Disraeli
- Legjobb női főszereplő: – Norma Shearer – Ex-feleség (The Divorcee)

## Magyar filmek
- Gaál Béla – Csak egy kislány van a világon
- Nagy István – Füst
- Kovács Gusztáv – Hány óra Zsuzsi
- Hegedűs Tibor – Kacagó asszony
- Hegedűs Tibor – Az orvos titka[11]
- Siklóssy Pál – A szép Pongrácné krinolinja

## Filmbemutatók
- Nyugaton a helyzet változatlan – rendező Lewis Milestone[12]
- Animal Crackers – főszereplő Marx Brothers
- Anna Christie – főszereplő Greta Garbo[13]
- The Big House – főszereplő Chester Morris és Wallace Beery
- The Big Trail – főszereplő John Wayne[14]
- A kék angyal – rendező Josef von Sternberg, főszereplő Marlene Dietrich és Emil Jannings
- Danger Lights – főszereplő Louis Wolheim
- Ex-feleség (The Divorcee) – rendező Robert Z. Leonard, főszereplő Norma Shearer és Robert Montgomery
- Hell's Angels – rendező Howard Hughes, főszereplő Jean Harlow
- The Indians Are Coming – (sorozat)
- Journey's End – rendező George Pearson
- Madam Satan – rendező Cecil B. DeMille
- Morocco – főszereplő Gary Cooper és Marlene Dietrich[15]
- Murder – rendező Alfred Hitchcock
- Puttin' on the Ritz – rendező Edward Sloman
- A föld – rendező Alekszandr Dovzsenko[16]
- Párizsi háztetők alatt – rendező René Clair[17]
- Nizzáról jut eszembe – rendező Jean Vigo

## Rövidfilm sorozatok
- Buster Keaton (1917–1941)
- Our Gang (1922–1944)
- Laurel and Hardy (1926–1940)

## Rajzfilm sorozatok
- Felix the Cat (1919–1930)
- Aesop's Film Fables (1921–1933)
- Krazy Kat (1925–1940)
- Oswald the Lucky Rabbit (1927–1938)
- Mickey egér (1928–1953)
- Silly Symphonies (1929–1939)
- Screen Songs (1929–1938)
- Talkartoons (1929–1932)
- Looney Tunes (1930–1969)
- Flip the Frog (1930–1933)
- Terrytoons (1930–1964)
- Toby the Pup (1930–1931)

## Születések
- január 3. – Robert Loggia, színész
- január 10. – Roy Edward Disney, film executive producer
- január 11. – Rod Taylor, színész
- január 13. – Frances Sternhagen, színésznő
- január 30. – Gene Hackman, amerikai színész
- február 25. – Gyöngyössy Imre, filmrendező, forgatókönyvíró († 1994)
- február 27. – Joanne Woodward, színésznő
- március 24. – Steve McQueen, színész († 1980)
- április 23. – Silvana Mangano, színésznő († 1989)
- május 12. – Jesús Franco, spanyol filmrendező († 2013)
- május 21. – Czigány Judit, színésznő († 2000)
- május 21. – Giuseppe Ruzzolini, operatőr
- május 31. – Clint Eastwood, színész, rendező, producer
- június 16. – Zsigmond Vilmos, operatőr († 2016)
- június 24. – Claude Chabrol, francia filmrendező († 2010)
- augusztus 25. – Sir Sean Connery, színész
- szeptember 1. – Tóth János, operatőr
- szeptember 19. – Antonio Margheriti (Anthony M. Dawson), rendező, forgatókönyvíró, producer († 2002)
- október 1. – Sir Richard Harris, színész († 2002)
- október 15. – Philippe Leroy, színész
- december 3. – Jean-Luc Godard, rendező
- december 11. – Jean-Louis Trintignant, színész († 2022)
- december 14. – Kállay Ilona, színésznő († 2005)

## Halálozások
- február 20. – Mabel Normand, színésznő
- június 26. – Garas Márton, filmrendező, színész (* 1881)
- augusztus 26. – Lon Chaney, színész
- szeptember 15. – Milton Sills, színész